# Mario Ramos
Ramos Mario (Salamanca, 30 giugno 1973) è un attore e poeta spagnolo naturalizzato tedesco.

## Biografia e carriera
Ramos è nato nel 1973 a Salamanca in Spagna e cresciuto in Germania. Ha preso lezioni di recitazione presso la scuola di teatro Bongôrt van Roy a Bergisch Gladbach. Durante la sua formazione, ha lavorato presso il teatro da camera di Bergisch Gladbach in opere come Kiss Me, Kate, Weisman e Rotgesicht o Stella. Questi ruoli sono stati seguiti da produzioni in Colonia dove ha avuto diversi altri ruoli.
Dopo lo studio Ramos era attivo in numerosi progetti nella Renania Settentrionale-Vestfalia, con ancora diversi impegni a Colonia e Bergisch Gladbach. Negli ultimi anni ha lavorato in vari teatri locali lì, come Cliff in Cabaret, George Garga ne Nella giungla delle città o Happy in Morte di un commesso viaggiatore di Arthur Miller.
A metà degli anni 2000 Ramos ha fatto una comparsa al Bad Hersfelder Festspiele in Sogno di una notte di mezza estate di William Shakespeare, nel Faust di Goethe o nel Camelot. Nel ruolo di Mordred in Camelot ha ottenuto il premio Hersfeld-Preis nel 2005. Dal 2009 ha lavorato negli Störtebeker-Festspiele, sull'isola di Rügen. Nel maggio 2011, Mario Ramos è apparso ad Amburgo nel musical Revolver im Klavier.
Nel 2000 le sue poesie sono state pubblicate presso il Martin Werhand Verlag nell'antologia Junge Lyrik II. Nel 2002 ha interpretato il suo primo ruolo cinematografico.

## Filmografia parziale

### Cinema
- 2002: Cafe Schwarz
- 2003: Der letzte Vorhang
- 2004: Das Maß der Dinge

### Televisione
- 2005: Der Lord von Barmbeck

## Ruoli teatrali (selezione)
- 1993: Kiss Me, Kate: Lucentio/Paul
- 1994: Weisman und Rotgesicht: Rotgesicht
- 1994: Kommt so wie ihr seid: John
- 1995: Preparadise sorry now: Ian
- 1996: Endspiel: Hamm
- 1997: Stella: Fernando
- 1997: Mein Kampf: Hitler
- 1998: Der Tod und das Mädchen: Gerardo/Roberto
- 1998: Marat/Sade: Sade
- 1999: Kuss der Spinnenfrau (Musical): Molina
- 1999: Straßenhamlet: Hamlet
- 2000: Wer hat noch nicht...?
- 2000: Romeo e Giulietta: Abram
- 2001: Vermummte: Naím
- 2002: Der Besuch der alten Dame: Roby/Reporter
- 2002: Ist das nicht mein Leben: P.Hill
- 2003: Bluthochzeit: Mond/Sänger
- 2003: Der Pelikan: Frederik
- 2004: Morte di un commesso viaggiatore: Happy
- 2004: Symphonie der Toten: Aidin
- 2004: Der Besuch der alten Dame: Loby (Bad Hersfelder Festspiele)
- 2005: Der Lord von Barmbeck: E. Hannack
- 2005: Die Affaire in der Rue de Lourcine: Potard
- 2005: Sogno di una notte di mezza estate: Demetrius (Bad Hersfelder Festspiele)
- 2005: Camelot: Mordred (Bad Hersfelder Festspiele)
- 2005: Cabaret: Cliff
- 2006: Im Dickicht der Städte: George Garga
- 2006: Faust: Hexe (Bad Hersfelder Festspiele)
- 2006: Die Bremer Stadtmusikanten: Der Hahn (Bad Hersfelder Festspiele)
- 2006: Nathan der Weise: Derwisch
- 2008/2009: Happy End: Governor/Kommissar
- since 2009: Holms: Vorsicht Baustelle!: Mario
- 2009: Das Vermächtnis: Marcello da Pinci (Störtebeker-Festspiele)
- 2010: Der Fluch des Mauren: Baptista de Rocca (Störtebeker-Festspiele)
- 2011: Revolver im Klavier: Der schöne Hartmut, Erwin & Moses
- 2011/2012: Anatevka: Perchik
- 2011: Der Schatz der Templer: Stewart (Störtebeker-Festspiele)
- 2012: Störtebekers Tod: Simon von Ütrecht (Störtebeker-Festspiele)
- since 2012: Holms: Stille Nacht!: Herr Sittich
- 2013: Beginn einer Legende: Henning von Manteufel (Störtebeker-Festspiele)

## Riconoscimenti
- 2005 Hersfeld-Preis